# Гюбнерова, Мария
Мария Гюбнерова (чеш. Marie Hübnerová), урожденная Мария Руфферова (12 октября 1865[…], Слатина-над-Здобници[…] — 5 августа 1931[…], Прага[…]) — известная чешская театральная актриса начала XX века.

## Биография
Родилась в 1865 году. После смерти отца воспитывалась в немецком монастыре в Брно. На протяжении пятнадцати лет с 1880 года по 1895 год выступала в провинциальных труппах. Вскоре совместно с директором Национального театра Брно Вацлавом Гюбнером организовала новую театральную труппу «Чешский народный театр». После смерти жены Гюбнера Анны (жившей в 1861—1891 годы) она вышла за него замуж. Свадьба состоялась 11 февраля 1893 года в Угерске-Градиште. До 1983 года использовала на сцене псевдоним Slatinská.
В феврале 1896 года она была принята в труппу в Национальный театра Праги, в котором оставалась до самой смерти. Здесь она создала и воплотила более 370 ролей, некоторые из них неоднократно.
Играла в русских классических пьесах («Ревизор» Гоголя, «Бесприданница» Островского, и других).
Часто гастролировала по городам Чехии, выступала в Плзене, Брно, Оломоуце, а также в Братиславе. Помимо сотрудничества с Национальным театрам выступала на сценах небольших пражских театров.
В 1910 и 1928 годах успешно выступала в Вене, в 1928 году в Варшаве. В 1931 году гастролировал по Югославии, за что была награждена Орденом Святого Саввы.
Занималась преподавательской деятельностью, обучала актёрскому мастерству таких актрис как: Мария Вашова, Ева Врхлицкая, Ольга Шайнпфлюгова и многих других.
В 1931 году она снялась в одном художественном фильме, а именно в роли Фанки в фильме «Разбойник» режиссёра Иосифа Кодичека, снятому по сценарию Карела Чапека.
Умерла 5 августа 1931 года во время отдыха в санатории в Праге. Похоронена на Ольшанском кладбище.